# تخوژنگتسا شلاختسکا
تخوژنگتسا شلاختسکا (به لهستانی:  Tchórznica Szlachecka) یک روستا در لهستان است که در گمینا سابنگه واقع شده‌است.